# 楊俊 (明朝)
楊俊，六合人。明朝軍事將領，昌平侯。楊洪之子。
正統年間，以中書舍人從軍，后累官至都指揮僉事，總督獨石、永寧諸處邊務。明景帝繼位后，給事中金達奉使獨石，彈劾楊俊貪侈，於是召還。也先進犯京師時，楊俊在居庸關擊敗蒙古其他部隊，后升爲都督僉事。尋充右參將，輔佐朱謙鎮宣府。當時太監喜寧屢次誘敵入寇，明朝認為其為患，於是購擒斬寧者賞黃金千兩，白金二萬兩，爵封侯。喜寧原為都指揮江福所獲，而俊冒領其功，廷臣請求下詔獄，明景帝認為楊俊為邊將，不予批准，后加封右都督。楊俊侍楊洪勢，曾經因為私恨杖死都指揮陶忠。楊洪恐懼，奏請楊俊驕橫，恐耽誤邊防，請求來京，隨父操練部隊，后得到批准。抵達后，言官交相彈劾，下罪論斬。景帝詔令隨楊洪立功。不久，冒擒喜寧功事被發覺，詔令奪取其冒升官軍，改授江福，而降其官位，命剿匪立功。之後擔任遊擊將軍，巡僥真、保、涿、易諸城，還督三千營訓練。
景泰三年，楊俊上言請誘敵圍攻，于謙認為此非完全計，不予批准。當時初設團營，命他分督四營。次年，再次充遊擊將軍，送瓦剌使歸還，在抵達永寧時，酒後杖擊都指揮姚貴，欲斬殺，諸將力解。姚貴因此上疏，宣府參議葉盛亦論其罪。并以其在獨石潰敗，為敗軍之將。俊上疏自理，封還所賜敕書。言官交相彈劾其跋扈，論斬。當時恰逢其弟楊傑去世，楊傑母請暫時釋放楊俊處理喪事，於是寬恕其死罪，降為都督僉事，隨後楊俊襲楊洪職。之後家人又檢舉揭發楊俊偷盜軍中儲備，再次論死，之後輸贖還爵。不久，又因被舉發，明景帝遂免死奪爵，命其子珍襲。隨後明英宗恢復皇位，當時張軏與楊俊不和，於是在朝廷上彈劾，楊俊遂下詔獄，連坐被誅。其子爵位被奪，戍邊廣西。